# Invicta FC 1
 Invicta FC 1: Coenen vs. Ruyssen  foi o primeiro evento de MMA promovido pelo Invicta Fighting Championships ocorrido em 28 de abril de 2012 no Memorial Hall em Kansas City, Kansas.

## Card Oficial
Ruyssen perdeu um ponto por segurar a grade